# Carl Alexander von Riepenhausen
Carl Alexander von Riepenhausen (auch Karl-Alexander James Robert von Riepenhausen) (* 28. November 1876 in Gotha; † 24. November 1944 in Crangen) war ein deutscher Diplomat und Politiker.

## Leben
Carl Alexander von Riepenhausen war der Sohn des Rittergutsbesitzers und Parlamentariers Karl von Riepenhausen auf Crangen im Landkreis Schlawe i. Pom. und der Nathalie geb. Freiin von Uexküll. Die Ehe der Eltern wurde 1908 in Luzerno und in Berlin geschieden. Nach dem Besuch des Vitzthum-Gymnasiums Dresden und des Französischen Gymnasiums Berlin studierte er an der Friedrich-Wilhelms-Universität Berlin, der Rheinischen Friedrich-Wilhelms-Universität Bonn und der Alma Mater Gryphiswaldensis Rechtswissenschaften. 1895 wurde er Mitglied des Corps Borussia Bonn. Von 1896 bis 1904 diente er beim preußischen Militär. 1900 wurde er zum Dr. jur. promoviert. Als Leutnant à la suite des 1. Garde-Dragoner-Regiments wurde er 1902 Attaché im Auswärtigen Amt.
Riepenhausen war von 1904 bis 1912 Legationssekretär in London, Tokio, Athen und Dresden. 1911 wurde er zum Legationsrat ernannt und 1912 z.D. gestellt. Am Ersten Weltkrieg nahm er von 1914 bis 1917 als Offizier teil. Sein letzter Dienstgrad war Major der Reserve. 1918 trat er wieder in den Dienst des Auswärtigen Amtes ein und war von Ende 1918 bis Anfang 1920 zunächst kommissarisch und zuletzt leitend an der Deutschen Botschaft in Wien tätig. 1920 wieder z.D. gestellt, wurde er 1923 für eine kurze Zeit deutscher Gesandter in Luxemburg. Seit 1934 war er außer Dienst. Riepenhausen war Mitglied des Deutschen Männerclubs.
Sein Vater heiratete in zweiter Ehe Asta Eugenie Gräfin von Wylich und Lottum zu Putbus (1860–1934), die zweite Tochter des Fürsten Wilhelm Malte II. zu Putbus und der Wanda Maria von Veltheim-Bartensleben.

## Familie
Carl Alexander von Riepenhausen heiratete Edith Glory, geborene Duncombe, im Oktober 1912. Sie wurden im März 1925 geschieden. Carl und Edith hatten eine Tochter, Joanette Edith von Riepenhausen, geboren im Mai 1924. Sein vom Vater ererbter Besitz mit den Rittergütern in Krangen und Drenzig hatte gesamt eine Größe von 1318 ha. Die Leitung oblag dem Rentamt in Krangen.